# Phaea kellyae
Phaea kellyae là một loài bọ cánh cứng trong họ Cerambycidae.